# Fjälkinge
Fjälkinge est une localité suédoise située dans la commune de Kristianstad en Scanie.
Sa population était de 1 869 habitants en 2019.